# 比利亚托雷斯
比利亚托雷斯，是西班牙安达卢西亚自治区哈恩省的一个市镇。总面积73平方公里，总人口4225人（2001年），人口密度58人/平方公里。